# Suluspett
Suluspett (Yungipicus ramsayi) är en fågel i familjen hackspettar inom ordningen hackspettartade fåglar.

## Utseende och läten
Suluspetten är en liten (13–14 cm) och relativt enfärgad hackspett. Den har vit strupe samt vitt mustasch– och ögonbrynsstreck, det senare utsträckt till nacken. Resten av huvudet är brunt, hos hanen även en röd fläck på hjässidan bakåt till nacken. Ovansidan är brun, hos hanar ibland nästan gyllenbrun, utan band med bred, oregelbunden streckning på ryggen. Övergumpen är övervägande vit. Undersidan är smutsvit med ett brunt, ofta gulkantat bröstband samt lätt streckade flanker. Lätet liknar filippinspetten men är ljudligare och mörkare, ett staccato "kikikikikikikiki" som stiger i början.

## Utbredning och systematik
Fågeln återfinns i Suluarkipelagen i sydligaste Filippinerna, på öarna Bongao, Jolo, Tawitawi, Sanga Sanga och Sibutu. Tidigare betraktades den som en underart till filippinspett (Y. maculatus). Den behandlas som monotypisk, det vill säga att den inte delas in i några underarter.

### Släktestillhörighet
Tidigare placerades den i släktet Dendrocopos och vissa gör det fortfarande. DNA-studier visar dock att den står närmast tretåig hackspett (Picoides tridactylus) och förs numera oftast tillsammans med några andra asiatiska små hackspettar till Yungipicus.  Andra, som Birdlife International, inkluderar den dock i Picoides.

## Status och hot
Suluspetten har en liten världspopulation bestående av uppskattningsvis endast 2 500–10 000 vuxna individer. Den tros också minska i antal till följd av habitatförlust. Den är därför upptagen på internationella naturvårdsunionen IUCN:s röda lista över hotade arter, kategoriserad som sårbar (VU).

## Namn
Fågelns vetenskapliga artnamn hedrar Robert George Wardlaw Ramsay (1852-1921), överste i British Army i Indien och Burma 1872–1882 samt president för British Ornithologist's Union 1913–1918.